# Frenchelon

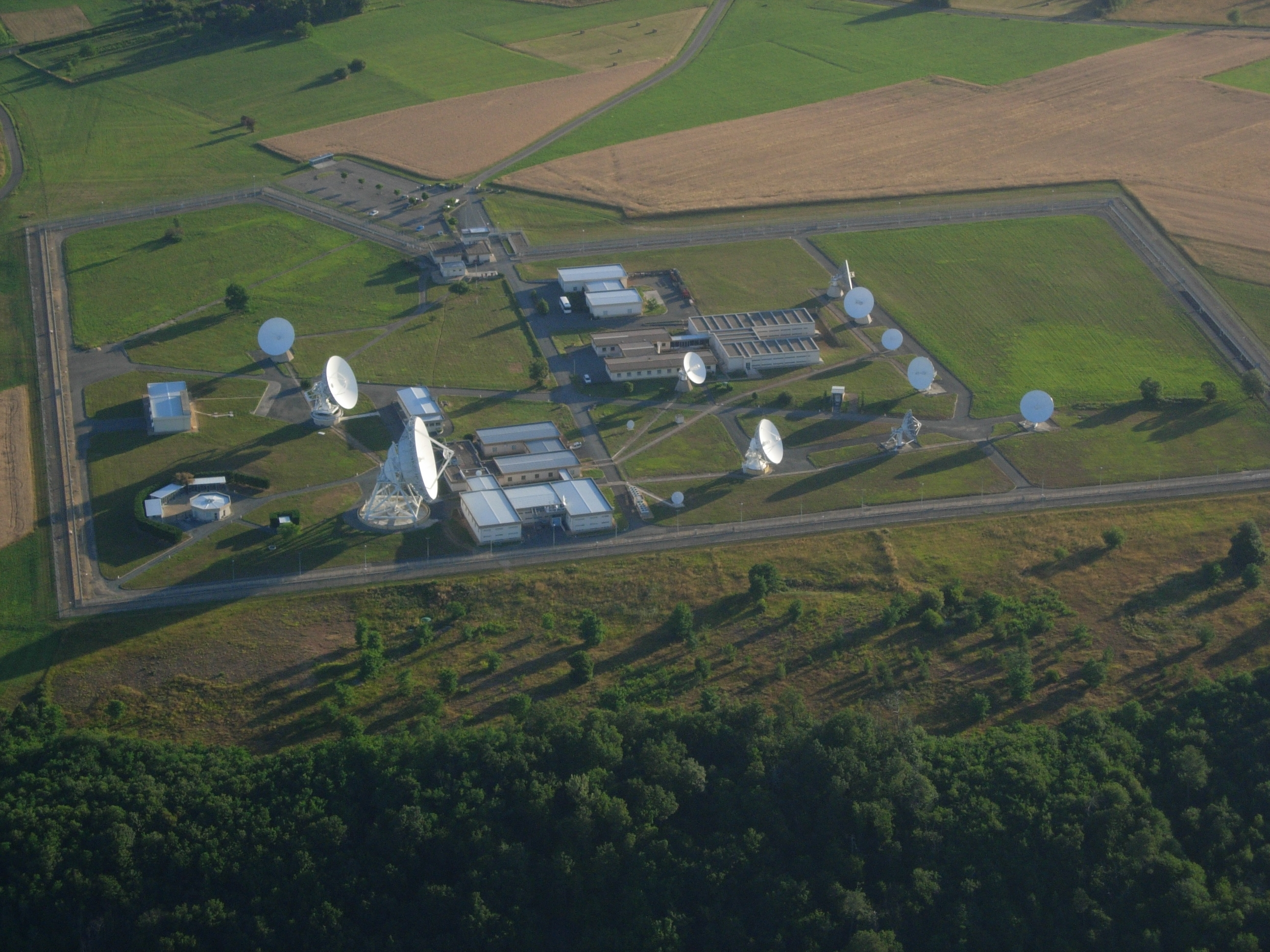
DGSE station i Domme, Périgord (Foto: Luc Viatour)

Frenchelon är ett smeknamn för ett franskt signalspaningssystem, vars namn härletts från dess anglo-amerikanska motsvarighet Echelon. Systemet anses kontrolleras av Direction Générale de la Sécurité Extérieure.